# واکسن اوریون
واکسن اوریون به خوبی و با امنیت از بروز اوریون جلوگیری می‌کند. هنگامی که این واکسن به صورت جمعی تجویز گردد، سبب کاهش 
عوارض در سطح جامعه می‌شود. زمانی که ۹۰ درصد از جمعیت واکسینه شده باشد میزان تأثیرگذاری آن در حدود ۸۵ درصد است. برای پیشگیری بلند مدت به دو دوز نیاز است. دوز اولیه بین سنین ۱۲ و ۱۸ ماه توصیه می‌شود. دوز دوم به طور معمول بین دو سالگی و شش سالگی تجویز می‌شود. استفاده از آن پس از قرار گرفتن فرد در معرض ویروس در افرادی که در حال حاضر ایمنی بدن آن‌ها در برابر ویروس شکل نگرفته است ممکن است مفید باشد.
واکسن اوریون بسیار امن بوده و عوارض جانبی آن معمولاً خفیف است. ممکن است باعث درد خفیف و تورم در محل تزریق و تب خفیف گردید. بیشتر عوارض شدید آن نادر است. شواهد کافی برای مرتبط ساختن این واکسن به عوارض شدید از جمله عوارض عصبی در اختیار نمی‌باشد. از تجویز این واکسن به زنان باردار یا افراد مبتلا به سرکوب سیستم ایمنی شدید باید اجتناب شود. در میان کودکانی که مادران آن‌ها در دوران بارداری واکسن دریافت کرده‌اند نتایج ضعیفی بدست آمده است. با وجود اینکه این واکسن در سلول‌های جوجه تولید می‌شود، استفاده از آن برای کسانی که به تخم مرغ آلرژی دارند مشکلی ایجاد نمی‌کند.
بسیاری از کشورهای توسعه یافته جهان و بسیاری از کشورها در جهان در حال توسعه آن را در برنامه‌های ایمن‌سازی خود اغلب در ترکیب با سرخک و سرخجه بکار می‌برند که به عنوان MMR شناخته می‌شود. یک فرمول دیگر شامل سه واکسن ذکر شده و واکسن آبله مرغان به عنوان MMRV نیز موجود است. از سال ۲۰۰۵، ۱۱۰ کشور این واکسن را به این شیوه ارائه می‌نمایند. در مناطقی که در آن واکسیناسیون گسترده انجام می‌شود بیش از ۹۰٪ کاهش در میزان بیماری مشاهده شده است. تقریباً نیم میلیارد دوز از یکی از انواع این واکسن تا کنون تجویز شده است. واکسن اوریون برای اولین بار در سال 1948 مجوز دریافت کرد؛ اما تنها در کوتاه مدت مؤثر بود. واکسن‌های بهبود یافته در دهه ۱۹۶۰ به صورت تجاری در دسترس قرار گرفتند. در حالی که واکسن اولیه از نوع ویروس غیرفعال شده بود، پس از آن واکسن‌ها از ویروس زنده تضعیف شده تولید شدند. این واکسن در فهرست داروهای ضروری سازمان بهداشت جهانی قرار دارد، که عبارت است از مهم‌ترین داروهای مورد نیاز در یک نظام سلامت اساسی. از سال ۲۰۰۷، تعدادی از انواع مختلف این واکسن مورد استفاده قرار گرفته‌اند.
پیش از ساخت واکسن کووید 19 که در شرایط اضطراری پاندمی طی 12 تا 14 ماه مجوز مصرف گرفت، سریع ترین واکسنی که تاکنون ساخته شده واکسن اوریون است که چهار سال طول کشید.